# Rakovszky Márton
Rakovszky Márton (latinul: Martinus Rakocius de Rakow, vagy Martinus Rakowsky de Rakow, szlovákul: Martin Rakovský) (Rákó, 1535 körül –  Kutná Hora, 1579. október 8.) reneszánsz kori magyar költő és humanista tudós volt a 16. század közepén.

## Életútja
Rakovszky Márton 1535 körül született a Turóc vármegyei Rákóban, amely ma a szlovákiai Zsolnai kerület Túrócszentmártoni járásában található. 1554 előtt a Körmöczbányán tanult. Ezt követően Bártfára ment, ahol a neves humanista Leonard Stöckel tanítványa volt, majd Brassóban tanult.
Rakovszky 1555 és 1556 között a Wittenbergi Egyetemen tanult Melanchthon Fülöpnél, Luther Márton munkatársánál. 1556-ban Rakovszky rövid ideig Prágában tanult, mielőtt visszatért Wittenbergbe, hogy megszerezze a mesterdiplomát 1558-ban. 1559 és 1569 között a magyar királyi kamara jegyzője volt Pozsonyban, amely akkoriban a Királyi Magyarország fővárosa volt, mivel az ország történelmi fővárosát, Budát 1541-ben elfoglalták a törökök. Az 1560-as évek végén a török hódítások idején, Rakovszky a turóckelemenfalvai  kúriájukban tartózkodott, ahol 1569-ben részt vett családja birtokának védelmében a törökök visszaverésében. Rakovszky 1579-ben testvére, Miklós Kutná Hora-i házában tett látogatása során váratlanul meghalt.

## Történelmi kontextus és család
A Rakovszky családnév az évek során számos változaton ment keresztül, többek között volt de Rakouch, Rakouczky, Rakoczy, Rakovsky, Rakovsky és Rakovszky is. Ezek mindegyike megtalálható a "Királyi könyvekben" (Liber Regis). Őse, László de Chernek IV. Béla magyar király kíséretében harcolt a tatárok elleni 1242-es muhi csatában. Testvére, Márton de Chernek királyi káplán hűségéért Turóc vármegyében kapott birtokokat, miközben a Balatontól délkeletre is maradtak birtokai.

## Életmű
Rakovszky Márton a 16. század egyik legkimagaslóbb és legismertebb humanista tudósa volt, munkásságának egy része széles európai viszonylatban is kitüntetett figyelmet kapott. Wittenbergi tanulmányai alatt adta ki a Procli sphaera című csillagászati tankönyv verses fordítását. Prágába érkezése után tagja lett a hodějovi Jan Starší humanista körének. Jan hatással volt Rakovszky verseire, ez tetten érhető Elegiae et epigrammata (1556) című művében, amely főként himnuszokat tartalmaz és az akkori cseh élet jeles személyiségeinek tiszteletére írt verseket foglalt magába. Rakovszky Lounyban töltött ideje alatt továbbfejlesztette költészetét, és a humanista polgári és politikai költészetre összpontosított. Prága városát ünnepli Boiemicae Lunae Descriptio Urbis (1558) című művében, amelyben a városnak ajánlott himnuszok, imák, beszédek és egyéb kísérő versek olvashatók.  Miután Pozsonyba érkezett, Rakovszky megírta a Libellus de partibus reipublicae et causis mutationum regnorum imperiorumque című polgári és politikai kommentárt, amelyet Miksa magyar és cseh királynak, egyben német-római császárnak ajánlott. Ez a mű elemezte az ország társadalmi rétegeit, és megjelölte azok helyét és funkcióját a társadalomban.

## Néhány műve
- 1556 - Elegiae et epigrammata, epigrammák és elégiák gyűjteménye.
- 1563 - Palusus, Zsoltár, Miksa koronázását ünneplő költemény.
- 1574 - De magistratu politico, a szerző legfontosabb műve. Eredetileg kilenc kötet készült volna, de végül csak három készült el.

## Külső hivatkozások
- http://zlatyfond.sme.sk/autor/103/Martin-Rakovsky
- http://mek.oszk.hu/03600/03630/html/r/r21130.htm
- https://www.myheritage.de/research/collection-10182/biographical-summaries-of-notable-people?itemId=1703716&action=showRecord

## Fordítás
Ez a szócikk részben vagy egészben  a   Martin Rakovský című angol Wikipédia-szócikk ezen változatának fordításán alapul.  Az eredeti cikk szerkesztőit annak laptörténete sorolja fel. Ez a jelzés csupán a megfogalmazás eredetét és a szerzői jogokat jelzi, nem szolgál a cikkben szereplő információk forrásmegjelöléseként.